# シミオン・スタンチュ・シリンクス
- シミオン・スタンチウ・シランクス
- シミオン・スタンチュ

シミオン・スタンチュ・シリンクス（Simion Stanciu Syrinx, 1949年12月23日 - 2010年7月6日）は、ルーマニア出身のパンパイプ奏者。本名はシミオン・スタンチュ。
ブカレスト出身。ブカレスト音楽院でヴァイオリンを学ぶが、14歳の時からパンパイプを独学で習得し、パンパイプの通称の一つである「シリンクス」を自らの芸名とするようになった。1966年と1968年のルーマニア民族舞踊団の海外公演に同伴し、欧米での演奏機会を得、1970年代に亡命した。1981年にジャン＝ジャック・アノー監督の『人類創世』のサウンド・トラックに参加して評判を得る。また、ヴォルフガング・アマデウス・モーツァルトのフルートとハープのための協奏曲等の録音をエラート・レーベルに行った。
2010年、ジュネーヴにて死去。